# 繆國維
繆國維（1566年—1626年），字四備，號西垣、又号汝張，直隸蘇州府吳縣人，明朝政治人物。

## 生平
缪国维出生即丧父，母张氏将其寄养於外祖父家。万历二十九年（1601年）辛丑科进士，榜姓张，後來復姓缪。授福建南安县知县，念母老，不便就养，乞改宁国府教授，迁国子监博士，升工部营缮司主事，晋工部虞衡司郎中，出为浙江溫州府知府，四十七年（1619年）升贵州按察司副使，闻安酋难作，兼程抵任，屯兵守新添卫，枕戈坐甲者三阅月，围解叙功，当事抑之，仅升贵州布政使司右参政。又以耿介不悦于巡按，镌级归，天启六年（1626年）卒于家。

## 家族
來自江陰東興繆氏家族吳門支。父繆天秩，字原常。母張氏。有子繆慧隆、繆慧遠（順治四年（1647年）丁亥科進士）及繆慧深，及三女。孫繆彤為康熙六年（1667年）丁未科狀元，官至翰林院侍講。曾孫繆曰藻，康熙五十四年（1715年）乙未科榜眼，官至司經局洗馬；繆曰芑，雍正元年（1723年）癸卯恩科進士。